# Prednji spinalni sindrom
Prednji spinalni sindrom, prednji sindrom kičmene moždine ili sindrom prednje spinalne arterije je vaskularna bolest nervnog sistema uzrokovana kompresijom prednje spinalne arterije, sa karakterističnom ishemijom, uključuje kompletnu motornu paralizu i gubitak osećaja bola i temperature ispod nivoa lezije. Ukoliko je očuvana zadnja kolumna, osećaj dodira, vibracija i propriocepcija su očuvani.
Udružen je sa rasprskavajućim prelomima (frakturama) kičmenog stuba (eng. burst fracture), spinalnih kolumni i retropulzijom fragmenata, koje posledično dovode do aksijalne kompresije..

## Anatomija prednje spinalne arterije
Prednja spinalna arterija (lat. a. spinalis anterior) odvaja se od vertebralne arterije (lat. a. vertebralis) u visini produžene moždine sa dva korena koji se odmah spajaju u jednu arteriju. Spušta se prednjom stranom kičmene moždine i u visini konusa anastomozira se sa zadnjom arterijom kičmene moždine (lat. a. spinales posteriores). Prednja spinalna arterija ishranjuhe 75% tkiva kičmene moždine.

## Etiopatogeneza
Prednji sindrom kičmene moždine nastaje najčešće kao posledica okluzije prednje spinalne arterije koja dovodi do oštećenja prednje dve trećine kičmene moždine. Kompresija spinalne arterije može da nastane:
- lokalnom tumorskom masom,
- protruzijom cervikalnog i torakalnog diskusa.
- traumomom kičmenog stuba sa retropulzijom fragmenata.

## Klinička slika
Klinička slika zavisi od visine lezije, jer se u zavisnosti od visini lezije zapaža flakcidna paraliza udova, koja nastaje relativno brzo, a u nižim nivoima posle dijashize paraliza je spastična. 
Poremećaj senzibiliteta je najčešće po tipu siringomijelične disocijacije, na donjoj visini lezije. Opisane paralize odnose se na trombozu u cervikalnim segmentima. U torakalnim segmentima tromboza dovodi do spastične paraplegije donjih ekstremiteta (posle faze dijashize) i već opisanog oštećenja senzibiliteta. U lumbalnom nivou izazvaće mlitavu para-plegiju sa ispadom senzibiliteta u odgovarajućim segmentima nogu. Poremećaji sfin-ktera su uvek prisutni.

## Dijagnoza
Osnovni principi u dijagnostici ovog sindroma su: anamneza, fizikalni pregled, klinički neurološki pregled, slikovni ilaboratorijski testovi. 
U ovih bolesnika obavezna je što detaljnija anamneza, jer je u slučaju traume, razlog bolesnikovog stanja jasan. Detaljan neurološki pregled i radiološka dijagnostika, su veoma značajni i uključuju prvo nativne rendgenske snimke kičme, a potom, u zavisnosti od raspoloživosti ostalih metoda, CT, mijelografiju ili, što je svakako najbolji izbor, NMR.
Pregled likvora je obavezan, naročito kod sumnje na akutni mijelits i hematomijeliju.

## Terapija
Medikamentno i simptomatsko lečenje
Osim antiedematozne terapije koja uključuje primenu visokih doza kortikosteroida, preporučuje se primena antibiotika širokog spektra radi sprečavanja sekundarnih urinarnih i respiratornih infekcija. Odmah po prijemu, bolesnik se mora kateterizovati i ispira se mokraćna bešika fiziološkim ili blagim antiseptičnim rastvorima. Kod visokih lezija kičmene moždine mogu se javiti parlitični ileus i dilatacija želuca i stoga prvih dana treba izbegavati oralno hranjenje bolesnika. Često su neophodne klizme. Prostigmin se može primeniti radi pokretanja peristaltike creva. Nega kože i stalno okretanje bolesnika u postelji veoma su značajni da bi se sprečio nastanak dekubitusa. Korišćenje antidekubitalnih dušeka je od velike pomoći radi sprečavanja ove komplikacije. 
Fizikalna terapija
Fizikalni tretman se mora sprovesti sistematski. Već prvih dana potrebno je sprovesti pasivne vežbe u postelji, vežbe disanja. Program fizikalnog tretmana mora da obez-bedi maksimalnu restituciju funkcija kičmene moždine. 
Hirurško lečenje
Ako se primećuju kompresivne lezije kičmene moždine, može se tražiti konsultacija sa neurohirurgom, i evantualno primeniti neurohirurško lečenje.

## Prognoza
Prognoza je neizvesna, sa stopom smrtnosti od 20% do 50%. Pri čemu treba imati u vidu da većina pacijenata ostaje sa narušenim funkcijama i sa teškom disfunkcijom bešike.
Jedne trećine do polovine pacijenata doživljava sporo oporavak barem umerene prirode.

## Spoljašnje veze
|  | Molimo Vas, obratite pažnju na važno upozorenje u vezi sa temama iz oblasti medicine (zdravlja). |